# Anillo Scarff

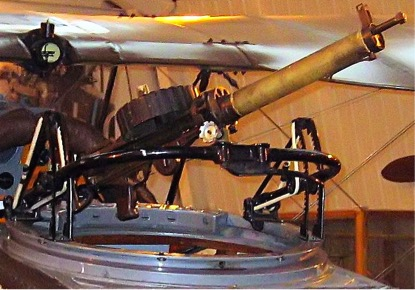
Detalle del anillo Scarff de un Bristol F.2B.

El anillo Scarff fue un afuste articulado para ametralladoras, desarrollado e instalado en los aviones biplazas británicos de la Primera Guerra Mundial y algunos del período de entreguerras.

## Historia y empleo
Fue desarrollado por el Warrant Officer (Artillero) F. W. Scarff del Departamento Aéreo del Almirantazgo, para su empleo en los aviones biplazas. El afuste incorporaba una suspensión de cuerdas elásticas para compensar el peso de la ametralladora en elevación, permitiéndole al artillero girar y elevar el arma (una ametralladora Lewis) en una cabina abierta, disparando rápidamente en cualquier dirección. Los modelos posteriores permitían la instalación de dos ametralladoras Lewis; aunque esto doblaba la potencia de fuego disponible, la operación de dos ametralladoras era más difícil y necesitaba una fuerza considerable del artillero, especialmente a gran altitud, por lo que varios artilleros preferían el modelo original con una sola ametralladora - este se volvió estándar en el período de entreguerras. En ambos casos, el afuste era simple, resistente y le ofrecía a su operador una excelente área de disparo. Fue ampliamente adaptado y copiado por otras Fuerzas Aéreas.
Además de convertirse en equipo estándar en los aviones británicos de la Primera Guerra Mundial, el anillo Scarff fue empleado por la Royal Air Force en el período de entreguerras durante muchos años. Quizás el último avión británico que empleó este afuste fue el prototipo anfibio del Supermarine Walrus.
Scarff también estuvo involucrado en el desarrollo del mecanismo sincronizador Scarff-Dibovski.
A pesar de ser un aparato engañosamente sencillo, los posteriores intentos de emular al anillo Scarff como un afuste dorsal para la Vickers K a bordo del Handley Page Hampden en la Segunda Guerra Mundial fracasaron. La Handley Page había diseñado un afuste con rodamientos que giraban dentro de un riel alrededor de la cabina. La vibración producida al disparar hacía que las esferas saltasen de los rodamientos, atascando el afuste.
En la década de 1930, los alemanes desarrollaron un sistema similar llamado Drehkranz D 30 (tornamesa, en alemán) que fue empleado a bordo de varios aviones alemanes, principalmente el Junkers Ju 52.
En servicio británico, el anillo Scarff fue reemplazado en la década de 1930 por torretas motorizadas especializadas, tales como las producidas por Boulton Paul Aircraft o Nash & Thompson, porque las velocidades de los aviones se habían incrementado a tal punto que una ametralladora apuntada manualmente era impráctica.   